# John Gower
John Gower (n. 1330, Kent, Regatul Angliei – d. octombrie 1408, Londra, Regatul Angliei) a fost un poet englez,  contemporan cu William Langland și Gawain Poet. John Gower a fost bun prieten cu Geoffrey Chaucer.
Gower este cel mai bine cunoscut pentru cele trei lucrări majore ale sale: Mirour de l'Omme, Vox Clamantis și Confessio Amantis, trei poeme scrise în limbile franceză, latină și, respectiv, engleză. Aceste trei poeme sunt unite prin teme politice și de morală.:299
În Confessio Amantis (scrisă în jur de 1390), Alexandru cel Mare construiește o mașină de zbor trasă de doi grifoni. Această aventură se încheie numai prin intervenția directă a lui Dumnezeu, care distruge dispozitivul și îl aruncă pe Alexandru înapoi la pământ. Acest lucru nu-l oprește, totuși, pe legendarul Alexandru, care continuă să construiască o sferă gigantică din sticlă pe care o folosește apoi pentru a călători sub apă. Acolo vede minuni extraordinare care depășesc înțelegerea sa.

## Vezi și
- Listă de poeți englezi
- Listă de scriitori englezi
- Istoria științifico-fantasticului